# エーゲ海地震
エーゲ海地震（エーゲかいじしん）は、2020年10月30日午前11時51分頃（協定世界時）、トルコとギリシャの中間にあるエーゲ海海域を震源として発生した地震である。

## 概要
本地震は、トルコ西海岸のイズミル近くのエーゲ海海域を震源にマグニチュード7.0の地震が発生した。余震も相次いだ。この地震において、トルコ及びギリシャで116人が死亡し、1035人が負傷した。
本地震では多数の建物が倒壊。また津波も発生し、サモス島などには、高さ約1.5mの波が押し寄せたという。被害はイズミル県などで特に甚大であった。
現地在住の日本人は、日本のメディアによる地震の取材に対し、「だんだん揺れが大きくなった。トルコも地震が多いが、これほど大きい地震は生まれて初めて。」と語ったという。

## 解説
東京工業大学教授の山中浩明（地震工学）によると、この辺りは、トルコ周辺でも特に地震が発生しやすい地域だという。エーゲ海は、ユーラシアプレートやアラビアプレート、アフリカプレートなどの、複数のプレートが衝突する地域であり、地盤にひずみがたまりやすく、故に地震の発生が多い。

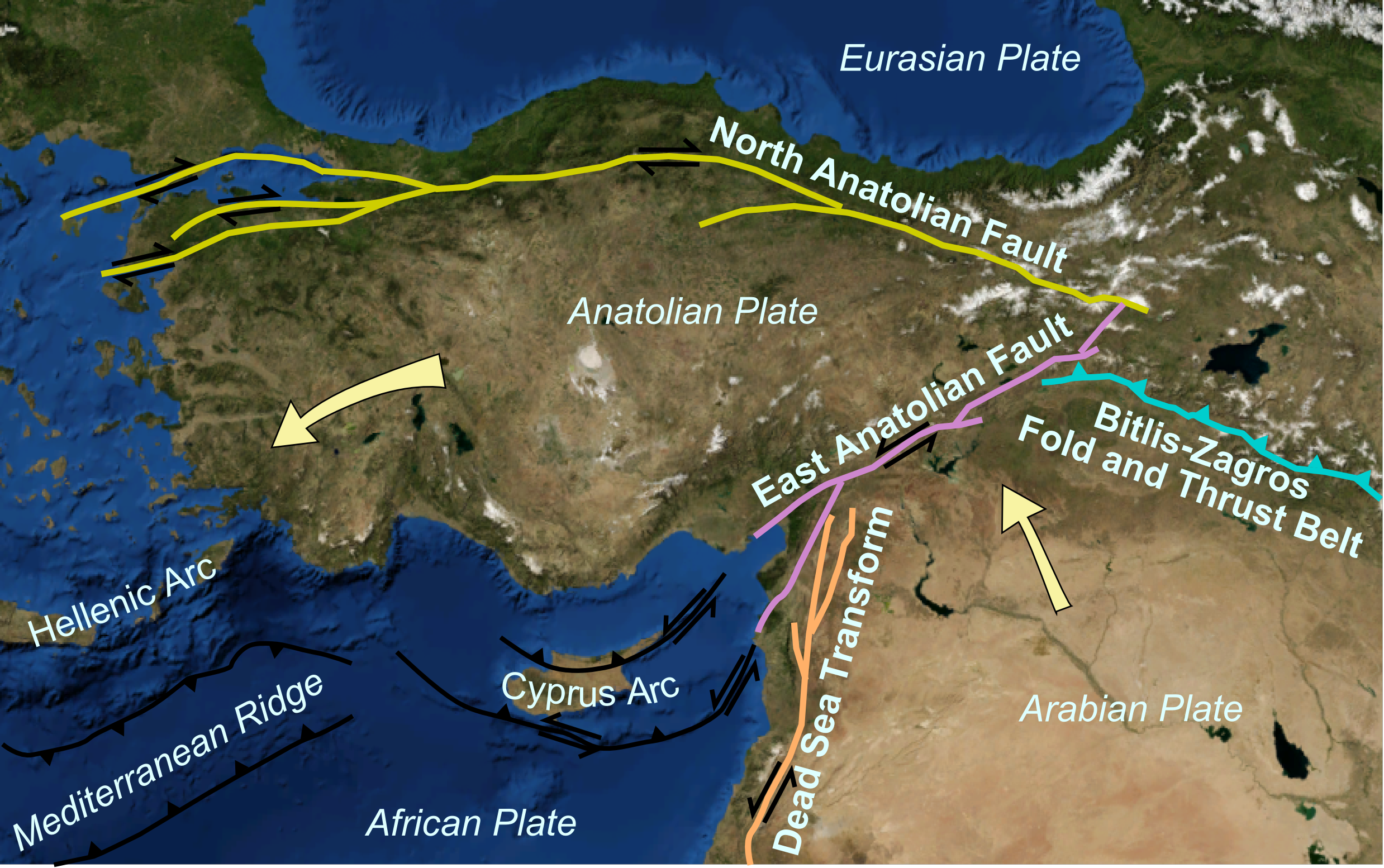
トルコ周辺のプレート